# شاه عالم دوم
شاه عالم دوم (۱۹ نوامبر ۱۸۰۶–۲۵ ژوئن ۱۷۲۸) شانزدهمین پادشاه سلسلهٔ گورکانیان بود. وی فرزند عالمگیر دوم بود. وی پادشاه حکومت در حال زوال گورکانیان شد و در زمان پادشاهی خود بیشتر توان حکومتش از دست رفت و به همین دلیل در زبان فارسی ضرب‌المثلی پدید آمده بود که می‌گفت: سلطنت شاه عالم، از دهلی تا پالَم (پالم نام منطقهٔ حاشیه‌نشین کوچکی اطراف دهلی بود.)
او در دوران سلطنتش با تهاجمات پی در پی احمدشاه درانی امیر افغانستان رو به رو شد که منجر به نبرد سوم پانی‌پت گشت.
وی دیوان اشعاری هم دارد.
سرانجام وی در سال ۱۸۰۶ و بر اثر مرگ طبیعی درگذشت.

## نگارخانه

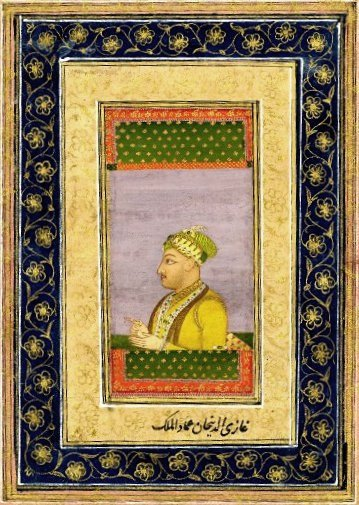
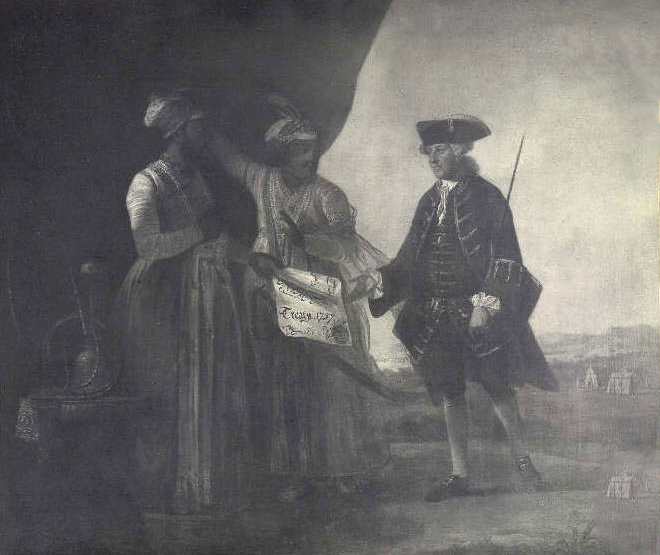